# Leo Buerger
Leo Buerger (ur. 13 września 1879 w Wiedniu, zm. 6 października 1943 w Nowym Jorku) – amerykański patolog, chirurg i urolog. Twórca opartej na 500 przypadkach monografii zakrzepowo-zarostowego zapalenia tętnic, zwanego chorobą Buergera.

## Edukacja
W 1880 roku rodzina Leo Buergera wyemigrowała do Stanów Zjednoczonych. Buerger uczęszczał do kilku szkół podstawowych: w Nowym Jorku, Chicago i Fialdelfii, po czym został przyjęty do college'u w Nowym Jorku. Medyczne studia ukończył na Columbia University w Nowym Jorku.
Początkowo Buerger pracował w Lenox Hill Hospital (1901–1904) oraz w Mount Sinai Hospital (1904-1905). Następnie jako wolontariusz rozpoczął pracę w klinice chirurgicznej we Wrocławiu a naukę kontynuował w Paryżu i Wiedniu. Od 1907 powrócił do pracy w szpitalu Mount Sinai jako patolog i chirurg. W tym okresie pracował jeszcze w kilku nowojorskich klinikach (Beth David Hospital, Bronx Hospital, Wyckoff Heights Hospital, Brooklyn).
Buerger interesował się radiologią. Opracował radioterapię przeciwko złośliwym nowotworom pęcherza moczowego. Przy współpracy z F. Tilderem Brownem opracował endoskopową technikę badania dróg moczowych zwaną cystoskopią.
W 1917 roku Buerger objął stanowisko profesora na Urology Outpatient Clinic New York, które piastował do 1930. Wówczas to przyjął posadę w College of Medical Evangelists w Los Angeles. W krótkim czasie jednak powrócił do Nowego Jorku i zajął się prywatną praktyką.
Wielkim zamiłowaniem Leo Buergera była muzyka. Jego pierwsza żona była pianistką.

## Publikacje
Buerger samodzielnie lub ze współpracownikami opublikował ponad 160 artykułów w różnych czasopismach naukowych.
- Thrombo-Angiitis Obliterans: A study of the vascular lesions leading to presenile spontaneous gangrene. The American Journal of the Medical Sciences 136 (1908) 567
- The pathology of the vessels in cases of gangrene of the lower extremities due to so-called endarteritis obliterans. Proc NY Pathol Soc 8 (1908) 48
- Diseases of the Circulatory Extremities. 1924